# Kubanotragus
Kubanotragus — вимерлий рід Bovidae з підродини Hypsodontinae. Рід відомий за скам'янілостями, що представляють олігоцен Індії (1). Відомі види: Kubanotragus sokolovi.